# Dyskusyjny klub filmowy „Rumcajs”
Dyskusyjny Klub Filmowy „Rumcajs” – dyskusyjny klub filmowy powstały w Częstochowie pod koniec 1955 r., jako drugi w Polsce po warszawskim „Po prostu”. Klub był utworzony przez Rady Uczelniane ZSP Wyższej Szkoły Ekonomicznej i Politechniki Częstochowskiej oraz redakcję tygodnika „Po prostu”. Pierwsza projekcja odbyła się w niedzielę 11 grudnia 1955 r. w kinie „Wolność”, do Klubu należało wtedy 266 członków.
Pierwszą siedzibą klubu było przez na blisko 18 lat kino „Bałtyk”. W programie klubu zasadniczą rolę grały przeglądy filmowe m.in. twórczości René Clair’a, Charliego Chaplina czy adaptacji prozy Maksyma Gorkiego. Prelegentami byli głównie studenci PWST w Łodzi. Na czele klubu stali m.in. pierwszy przedstawiciel Klubu we władzach Polskiej Federacji DKFów Ryszard Uklański i Zdzisław Sroczyński.
Nazwę DKF „Rumcajs” klub przyjął w 1973 r., kiedy też otrzymał świetnie wyposażoną salę „Politechnik”, powstała wtedy również dziecięca sekcja DKF „Cypisek”. Została nawiązana współpraca z czechosłowackimi filmowcami, zaproszono na przykład Václava Čtvrtka i Radka Pilařa, twórców przygód Rumcajsa. Organizowane były przeglądy filmów, seminaria, na które przyjeżdżali do Częstochowy m.in. Krzysztof Kieślowski, Tomasz Zygadło, czy Kazimierz Kutz.
Klub i jego członkowie byli nagradzani za swoją działalność – m.in. medalem Polskiej Federacji DKFów, Nagrodą im. prof. Antoniego Bohdziewicza, nagrodą miesięcznika „Kino”, czy nagrodami Ministerstwa Kultury i Sztuki.
W latach 2006–2008 działalność DKF „Rumcajs” została zawieszona; wznowiono ją w maju 2009 r. Spotkania odbywają się w poniedziałki o godz. 18 w Klubie „Politechnik” (Akademickie Centrum Kultury i Sportu Politechniki Częstochowskiej).